# 奥斯唐斯
奥斯唐斯（法語：Hostens，法語發音：[ɔstɛ̃s]）是法国吉伦特省的一个市镇，属于朗贡区。

## 地名
该地名“Hostens”发音为[ɔstɛ̃s]，末尾字母“s”发音，《世界地名翻译大辞典》与《世界地名译名词典》将其误译作“奥斯唐”。

## 地理
奥斯唐斯（44°29'35"N, 0°38'21"W）面积57.64 平方千米，位于法国新阿基坦大区吉倫特省，该省份为法国西南部沿海省份，是法國本土面积最大的省，北起滨海夏朗德省，西临大西洋，南至朗德省，东南接洛特-加龍省，东临多爾多涅省。
与奥斯唐斯接壤的市镇（或旧市镇、城区）包括：圣马涅、伯兰-贝列、卢沙茨、勒蒂藏、马诺。
奥斯唐斯的时区为UTC+01:00、UTC+02:00（夏令时）。

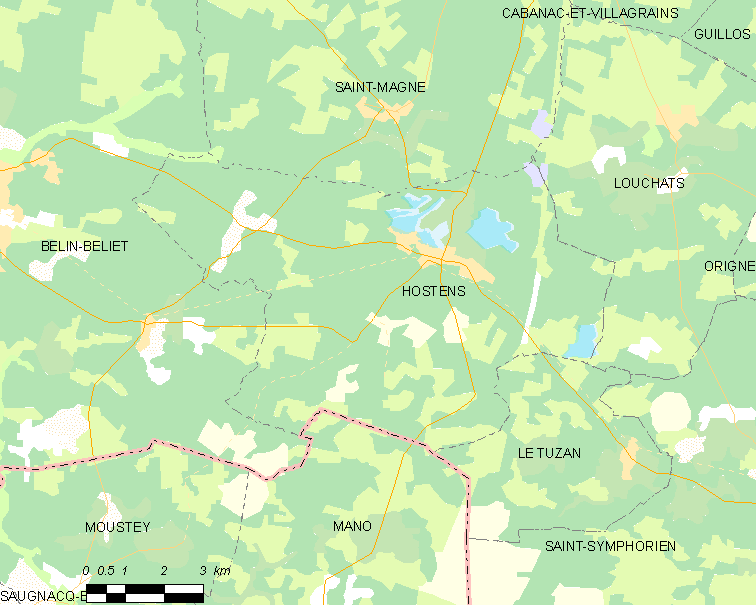
奥斯唐斯的OSM定位图

## 行政
奥斯唐斯的邮政编码为33125，INSEE市镇编码为33202。

## 政治
奥斯唐斯所属的省级选区为砂砾荒原县。

## 人口

1962-2008年间奥斯唐斯人口变化图示

奥斯唐斯于2022年1月1日时的人口数量为1530人。